# Yessongs
《Yessongs》는 1973년 5월, 애틀랜틱 레코드에서 트리플 음반으로 발매된 영국의 프로그레시브 록 밴드 예스의 첫 라이브 음반이다. 1973년 4월, Close to the Edge Tour를 마친 후, 밴드는 1972년 2월부터 12월까지 라이브 음반 발매를 위해 《Fragile》 (1971년)과 《Close to the Edge》 (1972년)를 지원하는 투어에서 라이브 음반을 선택했다. 그리고 나서 그들은 편집되고 그들의 프로듀서이자 라이브 사운드 믹서인 에디 오포드와 리믹스되었다. 세 곡의 수록곡은 오리지널 예스의 드러머 빌 브루포드가, 나머지 수록곡은 그의 대체곡인 앨런 화이트가 있다.
《Yessongs》은 음악평론가들로부터 대부분 호평을 받았지만, 대부분의 비평은 음질로 향했다. 하지만 이 음반은 영국 음반 차트에서 7위, 미국 빌보드 200에서 12위에 오르는 등 밴드의 상업적 성공을 거두었다. 1998년 미국 음반 산업 협회가 미국에서 백만 장 이상의 음반을 판매하여 플래티넘 인증을 받았다. 2015년에는 1972년 말 7개의 쇼의 녹음본이 발매되었고, 그 전부는 《Progeny: Seven Show from Seven-Two》이다.

## 배경
1971년 9월, 리드 싱어 존 앤더슨, 베이시스트 크리스 스콰이어, 드러머 빌 브루포드, 기타리스트 스티브 하우, 신인 키보디스트 릭 웨이크먼의 예스 라인업은 밴드의 네 번째 스튜디오 음반인 《Fragile》 (1971년)을 후원하기 위해 그들의 Fragile Tour에 올랐다. 그 투어는 1972년 3월까지 영국, 미국, 유럽을 가로질러 연주되는 것을 보았다. 1972년 다섯 번째 음반 《Close to the Edge》의 녹음 이후, 밴드는 1972년 7월 30일, 라이브로 음반을 지원하기 위해 재개되었다. 이 투어는 브루포드가 음반 녹음을 마치고 떠난 후 밴드에서 드러머 앨런 화이트의 데뷔를 보았다. 그는 투어 시작 11일 전에 출발하여 화이트는 3일 만에 밴드의 레퍼토리를 배우게 되었다. 이 투어는 1973년 4월에 끝났고, 그때까지 예스는 추가적인 라이브 녹음을 했다.

## 녹음
《Fragile》과 《Close to the Edge》 투어는 프로듀서이자 엔지니어인 에디 오포드가 라이브 사운드 믹서로 클래어 브라더스에 의해 개발된 사운드 시스템을 작동시켰다. 게다가 공동 창업자인 로이 클레어가 시스템 운영을 도왔고, 제프 하슬람은 마이크 던과 함께 녹음 엔지니어로 고용되어 《Yessongs》를 작업했다. 오포드는 무대에서 밴드의 사운드를 담당했기 때문에 녹음 장비를 동시에 조작할 수 없었다. 이것은 그가 서툴러서 실망한 녹음을 초래했다. 음반이 편집되고 리믹스될 때가 되자, 오포드와 밴드는 런던 피츠로비아의 애드비전 스튜디오의 스튜디오 2로 후퇴하여 음반을 완성하였다. 하우는 그룹이 다양한 편집과 완제품을 준비하는 데 세심한 배려를 담아 스튜디오 음반 중 하나 못지않게 신중하고 중요하게 믹싱 과정을 처리했다고 회상했다.

## 발매

### 상업적 성과
《Yessongs》는 1973년 5월에 발매되었고, 미국에서 5월 4일에 발매되었다. 원래 1973년 2월, 밴드의 북미 투어가 시작되기 전에 계획되었지만, 커버의 인쇄가 지연되면서 발매가 연기되었다. 이 음반은 영국 음반 차트에서 7위, 미국 빌보드 200에서 12위로 정점을 찍었다. 이 음반은 1974년 3월 미국 음반 산업 협회가 미국에서 판매한 500,000장에 골드 인증을 받았다. 1998년, 미국 음반 산업 협회는 《Yessongs》를 100만 장 출하 시 플래티넘으로 인증하여 밴드에서 가장 많이 팔린 음반 중 하나가 되었다.

### 반응
| 전문가 평가   | 전문가 평가 |
| 평가 점수     | 평가 점수   |
| 출처          | 점수        |
| ------------- | ----------- |
| AllMusic      | [ 8 ]       |
| Rolling Stone | (not rated) |

《버라이어티》는 이 음반이 밴드를 "흥미로운 최고"로 보여준다고 언급하며 긍정적인 평가를 발표했다. 밴드 전기작가인 팀 모스는 밴드의 강한 연주에도 불구하고 음반의 몰락은 수준 이하의 음질이라고 생각했다.

## 곡 목록
| #  | 제목                                        | 작사·작곡                            | 재생 시간 |
| -- | ------------------------------------------- | ------------------------------------ | --------- |
| 1. | 〈Opening (Excerpt from 'Firebird Suite')〉 | 이고르 스트라빈스키                  | 3:47      |
| 2. | 〈Siberian Khatru〉                         | 존 앤더슨, 스티브 하우, 릭 웨이크먼  | 9:03      |
| 3. | 〈Heart of the Sunrise〉                    | 앤더슨, 빌 브루포드, 크리스 스콰이어 | 11:33     |

| #  | 제목 | 작사·작곡                        | 재생 시간 |
| -- | --- | -------------------------------- | --------- |
| 1. | 〈Perpetual Change〉                                                                                    | 앤더슨, 스콰이어                 | 14:12     |
| 2. | 〈And You and I - I. Cord of Life - II. Eclipse - III. The Preacher, the Teacher - IV. The Apocalypse〉 | 앤더슨, 브루포드, 하우, 스콰이어 | 9:33      |

| #  | 제목                                            | 작사·작곡    | 재생 시간 |
| -- | ----------------------------------------------- | ------------ | --------- |
| 1. | 〈Mood for a Day〉                              | 하우         | 2:53      |
| 2. | 〈Excerpts from 'The Six Wives of Henry VIII'〉 | 웨이크먼     | 6:37      |
| 3. | 〈Roundabout〉                                  | 앤더슨, 하우 | 8:33      |

| #  | 제목                                                              | 작사·작곡        | 재생 시간 |
| -- | ----------------------------------------------------------------- | ---------------- | --------- |
| 1. | 〈I've Seen All Good People - a. Your Move - b. All Good People〉 | 앤더슨, 스콰이어 | 7:09      |
| 2. | 〈Long Distance Runaround/The Fish (Schindleria Praematurus)〉    | 앤더슨, 스콰이어 | 13:37     |

| #  | 제목 | 작사·작곡    | 재생 시간 |
| -- | --- | ------------ | --------- |
| 1. | 〈Close to the Edge - I. The Solid Time of Change - II. Total Mass Retain - III. I Get Up, I Get Down - IV. Seasons of Man〉 | 앤더슨, 하우 | 18:13     |

| #  | 제목                                                          | 작사·작곡                                   | 재생 시간 |
| -- | ------------------------------------------------------------- | ------------------------------------------- | --------- |
| 1. | 〈Yours Is No Disgrace〉                                      | 앤더슨, 스콰이어, 하우, 브루포드, 토니 케이 | 14:23     |
| 2. | 〈And You and I - a. Life Seeker - b. Disillusion - c. Würm〉 | 앤더슨, 하우, 스콰이어                      | 10:08     |